# دلیسل (دهانه)
دلیسل یک دهانه برخوردی در ماه‌ است.

## دهانه‌های اقماری
این دهانه ۱ دهانه اقماری دارد.
| Delisle | عرض جغرافیایی | طول جغرافیایی | قطر         |
| ------- | ------------- | ------------- | ----------- |
| K       | ۲۹.۰° N       | ۳۸.۴° W       | ۳.۰ کیلومتر |